# I pesci non hanno gambe
I pesci non hanno gambe è un romanzo islandese del 2013 scritto da Jón Kalman Stefánsson. In Italia è stato pubblicato da Iperborea. La traduzione è a cura di Silvia Cosimini. ISBN 9789026330827.

## Trama
Tutto comincia con l’amore, questa «esplosione solare che ti distrugge la vita e rende abitabili i deserti», ma che con il tempo può raffreddarsi diventando un banale martedì. È allora che Ari, poeta di vocazione ed editore di successo, manda tutto in frantumi, tradisce sua moglie e i tre figli e fugge dall’Islanda. È allora che sua nonna Margrét, un secolo prima, ritorna dal Canada piena di sogni e libertà, si toglie il suo vestito americano per il marito che si è scelta, ma si ritrova soffocata da un villaggio di pescatori che destina l’uomo al mare e la donna a un’inerte solitudine. Ed è l’urgente ricerca di se stessi e della felicità a guidare questa insolita storia famigliare, che procede a flashback nel tempo e attraverso i due angoli opposti d’Islanda, da un arcaico fiordo dell’est alla piana di Keflavík, «il posto più nero del paese», che ha avuto il suo unico periodo di splendore all’epoca della controversa base americana, quando navi cariche di prodotti mai visti venivano accolte come messaggere di nuovi tempi, ponti verso il mondo e la modernità. Una storia di pescatori che vogliono navigare fino alla luna e di astronauti americani che si addestrano all’allunaggio nei campi di lava, di giovani sognatori che scoprono i Beatles e i Pink Floyd e di monelli che assaltano i camion USA per fare scorta di M&M’s. Un romanzo corale in cui tanta voce hanno le donne e la stessa natura parla per raccontare l’anima di un paese, e quel potere delle parole di dare corpo ai desideri e decidere destini, di farci affrontare le acque più insidiose, anche se non sappiamo nuotare, anche se i pesci non hanno gambe.

## Citazioni
Alcuni esempi di citazioni tratte dal romanzo:
- “Dobbiamo bruciare, perché il fuoco non si smorzi, non si estingua, non si raffreddi, e il mondo non diventi un luogo gelido, sul lato oscuro della luna.”
- “allora non ci resta proprio niente, solo i ricordi e le lacrime, lacrime in quantità, in grande quantità, come se potessero sistemare le cose, far tornare ciò che non c’è più, lacrime in quantità, e solo la morte le può asciugare.”
- “Chi promette così tanto, addirittura il cielo, non può essere che un poeta o un politico. Il primo perché crede sinceramente che le parole possano cambiare il mondo, il secondo perché sa d’istinto che le parole possono darti potere e popolarità.
- “Ma il tempo non ha riguardo per i sogni, attraversa ogni cosa trasformando ogni vita in morte.”
- “Torna in macchina, e lì lo attendono i ricordi, così ammassati sul sedile posteriore da lasciargli appena un po’ di posto per sedersi. Lancia un’occhiata al tassametro, pensa, mi toccherà pagare anche per loro“

## Accoglienza
A seguito della sua pubblicazione in lingua italiana, questo volume ha riscontrato fin da subito un buon successo di critica da parte delle comunità online di lettori. In particolare ha ottenuto:
• 4/5 stelle su aNobii
• 3.88/5 stelle su Goodreads

## Candidature e premi
Questo titolo è stato recentemente candidato a diversi premi letterari, tra cui al Man Booker International Prize, al  Premio letterario del Consiglio nordico e al Prix Médicis nella sezione “étranger”.